# سالي شاهين
سالي شاهين (29 نوفمبر 1978) هي مذيعة ومقدمة برامج وممثلة مصرية. شاركت في مسابقة ملكة جمال مصر عام 2001،وهي في عمر الثالثة والعشرين عاماً، وحصلت غلى لقب وصيفة ملكة جمال مصر.

## حياتها ونشاتها
بدأت حياتها، في المشاركة بمسابقة ملكة جمال مصر.وبعد حصولها على لقب وصيفة ملكة مصر، عرض عليها الكثير من البرامج لتقديمها في القنوات المصرية والعربية، واتجهت حاليًا إلى تطوير نفسها في مجال التمثيل، لتلتحق بالعديد من ورش إعداد الممثّل. قامت بعمل فوازير مسلسليكو :2013.

## برامج تلفزيونية
- فؤش في المعسكر 2014[7][8]
- ده كلام 2017

## وصلات خارجية
- سالي شاهين على موقع IMDb (الإنجليزية)
- سالي شاهين على موقع الدهليز
- سالي شاهين على موقع قاعدة بيانات الأفلام العربية